# Masacre de Puerto Lupita
La masacre de Puerto Lupita ocurrió el 12 de febrero de 2020 en la provincia de Putumayo, departamento de Loreto, al oriente del Perú. El saldo de muertos fue de seis personas, el autor responsable serían miembros de las Disidencias de las FARC-EP.

## Contexto
La frontera entre Colombia y Perú es un área de operación y traslado del cultivo de hoja de coca, debido a la incapacidad del gobierno peruano en evitar el derramamiento del conflicto interno colombiano al departamento de Loreto.

## Desarrollo

### Descripción
El ataque se dio en medio de un enfrentamiento entre la guerrilla que opera en territorio peruano y narcotraficantes extranjeros, por la disputa del derecho de transporte de sus drogas en el río Putumayo. El hecho ocurrió a las 4:00 p. m. (hora peruana) en la localidad nativa de Puerto Lupita, distrito de Teniente Manuel Clavero. La Policía Nacional del Perú informó que el enfrentamiento y el desarrollo de la matanza se dio en 20 minutos.
Los pobladores del puerto se mantuvieron al margen del suceso por temor a verse afectados antes ambos grupos violentos, una vez terminada la balacera los pobladores se acercaron al sitio y encontraron seis cadáveres sobre un bote, los disparos habrían provenido del lado colombiano de la orilla del río Putumayo.

### Víctimas
Fueron seis las víctimas mortales, cinco colombianos y un brasileño, todos narcotraficantes, las edades de todos ellos estaba entre los 22 a 30 años. Los narcos colombianos eran originarios del municipio colombiano de Puerto Leguízamo, en la frontera con Puerto Lupita. Los cuerpos de los difuntos presentaban entre seis a diez impacto de bala.
Como la masacre ocurrió en territorio peruano, el Ministerio Público Peruano tenía que acudir para el levantamiento de los cadáveres y su posterior traslado a Puerto Leguízamo, pero debido a la imposibilidad de hacerse presente en la localidad, el ministerio le concedió la autoridad temporal al cacique local de Puerto Lupita para realizar el traslado.
La investigación quedó encargada para realizarse binacionalmente entre autoridades colombo-peruanas.